# Andrzej Pigulski
Andrzej Pigulski (ur. 1961) – polski fizyk, profesor nauk fizycznych, profesor zwyczajny Instytutu Astronomicznego Wydziału Fizyki i Astronomii Uniwersytetu Wrocławskiego.

## Życiorys
W 1992 r. obronił rozprawę doktorską pt. Zmiany okresów pulsacji gwiazd typu beta Cephei oraz otrzymał Nagrodę Młodych Polskiego Towarzystwa Astronomicznego. W 1998 r. habilitował się na podstawie pracy pt. Gwiazdy zmienne w gromadach otwartych i asocjacjach OB. W 2004 r. uzyskał tytuł profesora nauk fizycznych. 
Profesor zwyczajny w Instytucie Astronomicznym na Wydziale Fizyki i Astronomii Uniwersytetu Wrocławskiego. Został członkiem Zespołu VI Nauk Ścisłych i Przyrodniczych Rady Doskonałości Naukowej oraz Komitetu Astronomii Polskiej Akademii Nauk.
Był prodziekanem na Wydziale Fizyki i Astronomii Uniwersytetu Wrocławskiego.